# فرد كوكي
فرد كوكي (بالإنجليزية: Fred Cooke)‏ هو لاعب كرة قاعدة أمريكي، ولد في أكتوبر 1873 في إلينوي في الولايات المتحدة، وتوفي في 22 يناير 1923 في غاليبوليس في الولايات المتحدة.

## وصلات خارجية
- فرد كوكي على موقعبيزبول رفرنس.كوم (الدوري الرئيسي) (الإنجليزية)
- فرد كوكي على موقعبيزبول رفرنس.كوم (الدوري الثانوي) (الإنجليزية)